# Rubí (serie de televisión)
Rubí es una serie de televisión dramática y tercer proyecto de la franquicia Fábrica de sueños. Está producida por W Studios en colaboración con Lemon Studios para Televisa. Es un reinicio de la telenovela de 2004, producida por José Alberto Castro en su tiempo y basada en el argumento original de Yolanda Vargas Dulché. En Estados Unidos, la producción estrenó el 21 de enero de 2020 y finalizó el 27 de febrero del mismo año en Univision. Mientras que en México, la producción se estrenó anticipadamente por Las Estrellas el 15 de junio de 2020 en sustitución de la tercera temporada de Sin miedo a la verdad, y finalizó el 21 de julio del mismo año siendo reemplazada por El Dragón: El regreso de un guerrero.
Está protagonizada por Camila Sodi, José Ron, Rodrigo Guirao y Kimberly Dos Ramos, acompañados por Ela Velden, Tania Lizardo, Marcus Ornellas, Lisardo, María Fernanda García, Henry Zakka, Rubén Sanz, entre otros; contando con la actuación especial de Mayrín Villanueva.

## Trama
La historia transcurre en dos tiempos; el presente (2020) y el futuro (2040). En el futuro, una periodista llamada Carla Rangel (Ela Velden), decide hacer un reportaje acerca de una misteriosa mujer que vive a las fueras de la Ciudad de México de nombre Rubí Pérez Ochoa (Camila Sodi). Esta mujer tan misteriosa, oculta un gran pasado que la llevó a convertirse en la mujer más odiada de todo México. 

### Primera parte

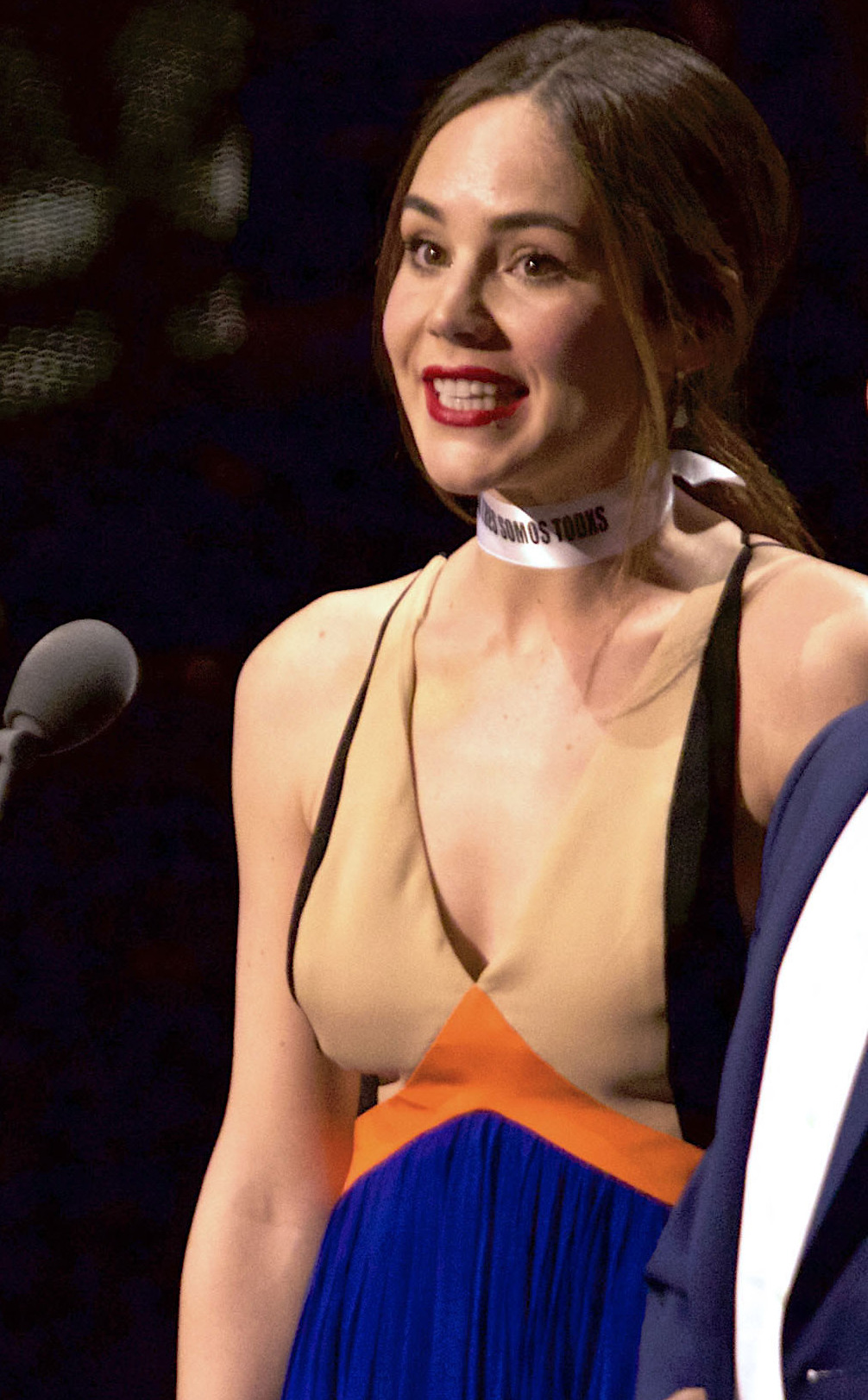
Camila Sodi es Rubí Pérez

Rubí es una joven universitaria que tiene un gran físico y un hermoso rostro, el cual utiliza para seducir a varios hombres y obtener beneficios de los mismos. Pero, solo hay un gran problema; y es que ella es pobre y vive en un barrio. Lo que hace que Rubí se convierta en una mujer ambiciosa y que utilice sus encantos para poder salir de la pobreza. Por su parte, ella tiene una mejor amiga llamada Maribel de la Fuente (Kimberly Dos Ramos), a quien envidia por ser millonaria y tener una mansión. El único defecto de Maribel es, que ella de niña sufrió un accidente que la hizo perder una pierna, desde entonces ha utilizado prótesis. Maribel por su parte a través de una aplicación de citas en línea conoce a Héctor Ferrer Garza (Rodrigo Guirao), un famoso arquitecto de renombre en México y España con quien duró casi un año conversando a través de aplicación. Hasta que un día Héctor llega a México para conocer a Maribel. Pero el único problema es que Héctor no sabe que Maribel utiliza una prótesis. Rubí se excusa de esto y aprovecha el momento para seducir a Héctor y lograr quitárselo a Maribel, pero su plan no resulta y en vez de eso conoce a Alejandro Cárdenas (José Ron) por accidente. Alejandro es un cardiólogo que a su vez es el mejor amigo de Héctor. Luego de la primera cita de Maribel y Héctor, ambos deciden que Rubí y Alejandro se conozcan mejor. Rubí acepta conocer a Alejandro, sin saber que él no es un millonario como Héctor. Durante las primeras citas entre estos cuatro amigos; sucede lo inesperado, la casa de Rubí es incendiada y se mudan a una casa mucho peor que en la que vivían. Esto aunado a que a Refugio, la mamá de Rubí le diagnostican hipertensión y problemas cardíacos, con ayuda de Alejandro la mamá de Rubí se pone en control; pero la impotencia de Rubí al ver a su madre y  ver la vida de ella misma viviendo en un barrio y siendo pobres era totalmente injusto. Por lo que decide hacer un acto de maldad y termina su relación con Alejandro, para posteriormente quitarle el novio a su mejor amiga. El plan de Rubí sale a la perfección, y justamente el día de la boda entre Maribel y Héctor, este último y Rubí escapan a Madrid, España, en donde planean comenzar una nueva vida lejos de los remordimientos y los problemas que pudieron ocasionar en México.

### Segunda parte
Ya instalada en Madrid, España junto a Héctor. Rubí decide proponerle matrimonio a Héctor y este acepta sin pensarlo mucho. Todo parecía ir bien durante un tiempo. Hasta que Alejandro llega a España, acompañado de Sonia Aristimuño (Alejandra Espinoza), su actual novia. Ambos llegan a España a una conferencia a las que fueron invitados por ser grandes doctores de renombre, pero lo que él no sabía es que dicha celebración fue organizada por Héctor y que en esa evento se encontraría con Rubí. Lo que haría que su vida cambiará totalmente, ya que a pesar de haber pasado un año, su amor por Rubí seguía. Sonia al notar esta situación deja que él y Rubí se vean a solas para que ambos aclaren su situación. Pero en vez de ello, ambos pasan una noche romántica. Lo que hace que a Héctor le entren ataques de celos por no saber en donde estuvo su mujer. Y Alejandro emocionado de que por fin volvió con Rubí—o al menos eso creyó él—decide terminar con Sonia para volver con Rubí. Pero lo que Alejandro no se esperaba es que Rubí lo volvería a engañar. Es aquí cuando el calvario de Rubí empieza, ya que luego de la visita de Alejandro en España, él comienza a ponerse un poco agresivo y obsesivo con Rubí. Durante un evento Rubí conoce a Lucas Fuentes Morán (Marcus Ornellas), un famoso diseñador ropa para mujeres—y el segundo hombre que entraría en la lista de Rubí para escalar en el mundo de la fama—al Lucas conocer a Rubí queda encantado con su belleza y Rubí conociendo que Lucas se enamoró de ella—decide utilizarlo para poder librarse de Héctor y convertirse en una modelo famosa con ayuda de Lucas—. Luego de una discusión entre Héctor y Rubí, Héctor decide ponerle reglas a Rubí prohibiéndole salir sola, o totalmente salir de la casa. Pero Rubí con ayuda de Lucas logra escapar a México en donde comienza su relación con Lucas y su ascenso a la fama. Todo parecía marchar bien, hasta que los problemas no tardaron en llegar. Rubí, al conocer a Cayetano Gómez (Antonio Fortier), el novio de su hermana Cristina (Tania Lizardo) decide hacerle la vida imposible ya que ella no aceptaba que su hermana saliera con un «simple chófer». Por lo que Rubí decide hablar con «El Chusmas», para asaltar la mansión de Maribel y hacer que Cayetano sea el culpable del robo. Al lograr su cometido, Cayetano es enviado a prisión, y la mamá de Rubí muere tras haber discutido con ella. Los problemas para Rubí no paraban ya que Lucas le imponía cosas y la utilizaba como un objeto para obtener beneficios. Por su parte, la relación entre Alejandro y Sonia ya establecida nuevamente seguía su curso, hasta que este le propone matrimonio y se entera de que Sonia está embarazada. Rubí al descubrir esto decide volver engañar a Alejandro para que este terminará con Sonia. Por lo que graba un video en donde se muestra a ella teniendo sexo con Alejandro, y Sonia decepcionada decide marchase de México y desaparece de la vida de Alejandro.

### Tercera parte
Rubí obstinada de Lucas, conoce a Eduardo (Rubén Sanz), el Príncipe de España durante una evento organizado por Lucas «y este hombre se convertiría en la tercera víctima de Rubí», ya que al conocerla queda encantado con su belleza. Pero había un problema, su relación Lucas le impedía tener algo con él, y más que eso su matrimonio con Héctor, quien después de haberse vuelto loco y haber perdido la cordura decide suicidarse, dejando a Rubí en bancarrota y en una pésima reputación, en donde todo México solo la conocía como «La devoradora de hombres y una descarada». Luego de esto Rubí se va a España con Eduardo, en donde comienza a tener problemas, ya que la realeza no la aceptaba por su pasado oscuro. Rubí cansada de ser humillada y pisoteada por toda la nobleza española, decide volver a México, creyendo que aún tenía la herencia de Héctor, ya que anteriormente se fue del país sin saber la verdad acerca de la herencia. Aunado a todo esto, ya para este momento todo el mundo la odiaba, excepto Boris, el mayordomo y chófer de Lucas, quien mientras vivió con Rubí, le tomó mucho aprecio. Y luego de ser despedido por su patrón Lucas, decide trabajar para Rubí sin ninguna condición o forma de pago. Mientras tanto la vida de Alejandro cambió radicalmente ya que, su relación de amistad con Maribel cambió, ya que ambos no se veían como «simples amigos». Esto hace que Rubí se enoje, y ahora pobre y sola decide hacer varias artimañas para que Alejandro vuelva con ella. Pero su plan cambia, ya que después de saber que Héctor le dejó una mansión a las afueras de la Ciudad de México. Ella decide ir a ver si el lugar le gustaba, pero lo que Rubí no sabía es que todo era una trampa, y ahí descubre que su marido aún seguía con vida. Tras una fuerte discusión, Rubí intenta escapar pero Héctor la tira contra una mesa de cristal, haciendo que su rostro quede desfigurado y su pierna quedé torcida. Y es así como Rubí desaparece de la vida de todos, amenazada bajo los caprichos de Héctor. Rubí decide emprender una vida aislada de todos junto a Boris y Héctor.
Años después su sobrina Fernanda, haciéndose pasar por una periodista con otro nombre, decide buscarla para no solo dar a conocer la verdad acerca de su vida, sino también para saber porqué hizo todo lo que hizo. Pero Héctor descubre esto e intenta asesinarlas a ambas, hasta que con ayuda de Alejandro, quien ya estaba casado con Maribel, y con quien tenía un hijo, la salva a ella y su tía. Después de Rubí salvarse de su cautiverio, se opera el rostro y toma terapia para recuperar la pierna. Rubí regresa a tomar el control de su vida sin depender de los hombres después de haber logrado integrar sus ambiciones y lo aprendido de sus errores convirtiéndose en una mujer completa, en su mejor versión.

## Reparto

### Principales
- Camila Sodi como Rubí Pérez Ochoa[10]
- José Ron como Alejandro Cárdenas[10]
- Rodrigo Guirao como Héctor Ferrer Garza[10]
- Kimberly Dos Ramos como Maribel de la Fuente[10]
- Ela Velden como Carla Rangel / Fernanda Pérez Ochoa[11][12]
  - Valery Saís como Fernanda, de niña[10]
- Tania Lizardo como Cristina Pérez Ochoa[10]
- Marcus Ornellas como Lucas Fuentes Morán[12]
- Lisardo como Arturo de la Fuente[10]
- Alejandra Espinoza como Sonia Aristimuño[13]
- María Fernanda García como Rosa Ortiz de la Fuente[10]
- Henry Zakka como Boris[10]
- Rubén Sanz como Eduardo, Príncipe de España[12]
- Alfredo Gatica como Loreto Mata[10]
- Giuseppe Gamba como Napoleón[10]
- Antonio Fortier como Cayetano Gómez[10]
- Paola Toyos como Queca Gallardo[12]
- Mayrín Villanueva como Refugio Ochoa Ramírez[10]

### Recurrentes e invitados especiales
- Chris Pazcal como Gatillo[14]
- Adriana Focke como Ermita
- Carlos Moreno Cravioto como el Detective Frank Montoya[15][16]
- Eduardo Cortejosa como El Chuspa[17]
- Gerardo Murguía como Dr. Mendieta
- Antonio López Torres como el Comandante Linares
- Juan Soler como Don Héctor Ferrer, padre de Héctor

## Episodios
En cuestión de metraje y duración, en los Estados Unidos, los dos últimos episodios (26 y 27) fueron editados y modificados por Univisión para la emisión de un solo episodio con una duración de 66 minutos. Mientras que en México, Televisa emitió sin modificación alguna los dos últimos episodios, con una duración de 46 y 42 minutos respectivamente y en diferentes fechas.
| N.º | Título                                                     | Fecha de emisión en Estados Unidos | Fecha de emisión en México             | Audiencia EUA (millones) | Audiencia MX (millones) |
| --- | ---------------------------------------------------------- | ---------------------------------- | -------------------------------------- | ------------------------ | ----------------------- |
| 1 | «No me va a tragar la pobreza»                             | 21 de enero de 2020                | 15 de junio de 2020                    | 1.66                     | 3.6                     |
| Carla llega a la mansión de Rubí a entrevistar a la leyenda negra. Veinte años atrás, El Chuspa incendia la casa de Refugio y Rubí jura que ahora ella pondrá las reglas del juego.                                                                           |                                                            |                                    |                                        |                          |                         |
| 2 | «Tan bella como perversa»                                  | 22 de enero de 2020                | 16 de junio de 2020                    | 1.52                     | 3.9                     |
| Rubí y Alejandro pasan una romántica velada y se besan apasionadamente. Héctor le lleva serenata a Maribel para disculparse. |                                                            |                                    |                                        |                          |                         |
| 3 | «No eres el hombre que necesito»                           | 23 de enero de 2020                | 17 de junio de 2020                    | 1.48                     | 3.3                     |
| Rubí se decepcionará de Alejandro al ver dónde vive. Héctor le pide matrimonio a Maribel. Cristina conoce a Cayetano. |                                                            |                                    |                                        |                          |                         |
| 4 | «Héctor deja plantada a Maribel en el altar»               | 24 de enero de 2020                | 18 de junio de 2020                    | 1.40                     | 3.5                     |
| Rubí logra que Héctor caiga ante sus encantos y hacen el amor. Tras seducirlo, Héctor no llega a su boda y escapa lejos con Rubí. |                                                            |                                    |                                        |                          |                         |
| 5 | «¡Rubí se casa con Héctor!»                                | 27 de enero de 2020                | 19 de junio de 2020                    | 1.54                     | 3.8                     |
| Rubí y Héctor contraen nupcias en España. Refugio desprecia a su hija por lo que hizo. Un año después, Rubí y Alejandro se encuentran. |                                                            |                                    |                                        |                          |                         |
| 6 | «Un desastre firmado con mi nombre»                        | 28 de enero de 2020                | 22 de junio de 2020                    | 1.52                     | 3.1                     |
| Rubí sufre por los celos enfermizos de Héctor, así que, al ver a Alejandro, se entrega a él. El Chuspa amenaza a Refugio. |                                                            |                                    |                                        |                          |                         |
| 7 | «¡Carla es en realidad Fernandita!»                        | 29 de enero de 2020                | 23 de junio de 2020                    | 1.48                     | 3.8                     |
| Carla recibe una llamada de Cristina, revelando su verdadera identidad. Héctor amenaza de muerte a Rubí, y Maribel y Alejandro se besan. |                                                            |                                    |                                        |                          |                         |
| 8 | «Rubí le pide el divorcio a Héctor»                        | 30 de enero de 2020                | 24 de junio de 2020                    | 1.45                     | 3.7                     |
| Rubí posa para Lucas y tienen una sensual cena privada; Héctor arde en celos y maltrata a Rubí, por lo que ella le exige el divorcio. |                                                            |                                    |                                        |                          |                         |
| 9 | «¡Rubí escapa a México!»                                   | 31 de enero de 2020                | 25 de junio de 2020                    | 1.21                     | 3.8                     |
| Con ayuda de Lucas, Rubí logra dejar a Héctor y volver a casa, donde conoce a Cayetano y lo desprecia. Alejandro opera a Refugio. |                                                            |                                    |                                        |                          |                         |
| 10 | «Rubí le pide perdón a Maribel»                            | 3 de febrero de 2020               | 26 de junio de 2020                    | 1.65                     | 3.9                     |
| Rubí llega a casa de Maribel para hablar con ella. Lucas le da una sorpresa a Rubí y Héctor planea su venganza. |                                                            |                                    |                                        |                          |                         |
| 11 | «Nace una estrella»                                        | 5 de febrero de 2020               | 29 de junio de 2020                    | 1.44                     | 3.7                     |
| Lucas presenta a Rubí como la nueva imagen de su marca. Héctor amenaza de muerte a Alejandro. Maribel busca a Héctor para humillarlo. |                                                            |                                    |                                        |                          |                         |
| 12 | «Mis sueños hechos realidad»                               | 6 de enero de 2020                 | 30 de junio de 2020                    | 1.47                     | 3.9                     |
| Rubí aparece en un espectacular en la Ciudad de México. Héctor se entera de que Rubí solicitó el divorcio y Maribel le prepara una sorpresa a Rubí. |                                                            |                                    |                                        |                          |                         |
| 13 | «Héctor secuestra a Rubí»                                  | 7 de febrero de 2020               | 1 de julio de 2020                     | 1.48                     | 3.7                     |
| Héctor se lleva a Rubí a punta de pistola. Cayetano le pide matrimonio a Cristina. El Chuspa entra a robar la casa de Maribel. |                                                            |                                    |                                        |                          |                         |
| 14 | «Cayetano cae en la trampa de Rubí»                        | 10 de febrero de 2020              | 2 de julio de 2020                     | 1.61                     | 3.7                     |
| Cayetano es detenido por el robo de la casa de Maribel. Rubí denuncia públicamente a Héctor y lo acusa de haberla secuestrado, amenazado y torturado. |                                                            |                                    |                                        |                          |                         |
| 15 | «Mi peor fracaso en la vida»                               | 11 de febrero de 2020              | 3 de julio de 2020                     | 1.51                     | 3.7                     |
| Refugio se entera de que Rubí denunció a Cayetano y sufre un infarto que le costará la vida. |                                                            |                                    |                                        |                          |                         |
| 16 | «Yo maté a mi mamá»                                        | 12 de febrero de 2020              | 6 de julio de 2020                     | 1.51                     | 3.6                     |
| Rubí se culpa de la muerte de Refugio y Cristina la enfrenta en el sepelio. Sonia descubre que esta embarazada y Rubí conoce a una nueva posible víctima. |                                                            |                                    |                                        |                          |                         |
| 17 | «Un príncipe de carne y hueso»                             | 13 de febrero de 2020              | 7 de julio de 2020                     | 1.59                     | 3.6                     |
| Rubí conoce al Príncipe Eduardo. Alejandro le pide matrimonio a Sonia. Héctor le propone a Maribel unirse contra Rubí. |                                                            |                                    |                                        |                          |                         |
| 18 | «La joya que más brilla»                                   | 14 de febrero de 2020              | 8 de julio de 2020                     | 1.48                     | 4.1                     |
| Rubí presenta su nuevo perfume y ataca a los De la Fuente en la conferencia de prensa; Rubí deja a Lucas y sufre al saber que Alejandro será papá. |                                                            |                                    |                                        |                          |                         |
| 19 | «Regalo de bodas»                                          | 17 de febrero de 2020              | 9 de julio de 2020                     | 1.59                     | 3.6                     |
| Rubí y Alejandro hacen el amor, pero ella le tiende una trampa. Sonia recibe una impactante sorpresa de Rubí previo a su boda con Alejandro. |                                                            |                                    |                                        |                          |                         |
| 20 | «Cortesía diplomática»                                     | 18 de febrero de 2020              | 10 de julio de 2020                    | 1.61                     | 3.7                     |
| Héctor le advierte al príncipe que tenga cuidado con Rubí. Sonia enfrenta a Alejandro y se va lejos. Maribel le pide a Rubí volver a ser amigas. |                                                            |                                    |                                        |                          |                         |
| 21 | «Devorada por su apetito»                                  | 19 de febrero de 2020              | 13 de julio de 2020                    | 1.50                     | 3.8                     |
| Rubí se entera de que Héctor se suicidó y estalla al ver la nota que Queca publica en su contra. El Podrido asesina a Cayetano en la cárcel. |                                                            |                                    |                                        |                          |                         |
| 22 | «Rubí no recibe ni un centavo de la fortuna de Héctor»     | 21 de febrero de 2020              | 14 de julio de 2020                    | 1.66                     | 3.6                     |
| Sadao le tiende una trampa a Rubí, pero Boris la salva. Cristina y Fernanda sufren la muerte de Cayetano y Rubí no hereda nada de Héctor. |                                                            |                                    |                                        |                          |                         |
| 23 | «La reina de España desprecia a Rubí»                      | 24 de febrero de 2020              | 15 de julio de 2020                    | 1.65                     | 3.8                     |
| Rubí llega a España con el príncipe, pero la reina rechaza verla; Rubí amenaza con volver a México. En 2040, Rubí descubre la identidad de Carla. |                                                            |                                    |                                        |                          |                         |
| 24 | «Te regreso tu sangre azul, príncipe»                      | 25 de febrero de 2020              | 16 de julio de 2020                    | 1.65                     | 3.7                     |
| Rubí logra hablar con la reina, pero ella la humilla. Harta de los insultos y del poco apoyo del príncipe, decide dejarlo y regresar a México. |                                                            |                                    |                                        |                          |                         |
| 25 | «¡Estoy más vivo que nunca!»                               | 26 de febrero de 2020              | 17 de julio de 2020                    | 1.66                     | 3.6                     |
| Frank y Fernanda tratan de escapar de la mansión, pero en eso llega Héctor Ferrer, quien no murió en el accidente, provocando una tragedia. |                                                            |                                    |                                        |                          |                         |
| 2627 | «Rubí pierde su belleza»«Rubí construye su propio destino» | 27 de febrero de 2020              | 20 de julio de 202021 de julio de 2020 | 1.99                     | 4.14.8                  |
| Rubí trata de escapar de Héctor, pero en la pelea ella sufre un terrible accidente. En 2040, Alejandro descubre que Rubí esta en peligro. Alejandro salva a Rubí y a Fernanda de Héctor. Rubí regresa a la Ciudad de México para toma las riendas de su vida. |                                                            |                                    |                                        |                          |                         |

## Especial
| N.º | Título                | Fecha de emisión original | Audiencia EUA (millones) |
| --- | --------------------- | ------------------------- | ------------------------ |
| 1 | «Rubí: El after show» | 20 de febrero de 2020     | 1.46                     |
| En ‘El After Show’, Jomari Goyso y Lourdes Stephen entrevistan a Camila Sodi y el elenco de la serie tras el final de esta gran historia. - Nota: En México, este especial se subió a la página oficial de Las Estrellas el 23 de julio de 2020. |                       |                           |                          |

## Producción
En julio de 2019, W Studios y Lemon Studios comenzaron el desarrollo de un reinicio de la versión de 2004, con Carlos Bardasano como productor a cargo. Previamente, en mayo de 2019, Bardasano confirmó que la nueva adaptación sería una nueva versión, pero que a su vez sería una secuela y aclaraba que: "La historia no solo abordará aquellos aspectos conocidos por el público, sino que explorará lo que sucedió a los años del personaje después." Las grabaciones comenzaron el 20 de julio de 2019 y concluyeron a mediados de octubre del mismo año.

## Recepción
La serie recibió buenas críticas positivas y negativas de la audiencia, la cual fue comparado en redes sociales la actuación de Camila Sodi con Bárbara Mori. Se estrenó el 21 de enero de 2020 en los Estados Unidos con un total de 1.66 millones de espectadores (P2+) y tuvo un total de 749 mil adultos entre los 18 y 49 años, siendo el mejor debut de una ficción emitida en Univision a las 10pm/9c desde 2017. Con respecto a su competencia «El señor de los cielos», la producción obtuvo buenos índices.

### Audiencia
| Temporada | Horario (ET/CT)          | Episodios | Primera emisión     | Primera emisión      | Última emisión        | Última emisión       | Prom. de espectadores (millones) |
| Temporada | Horario (ET/CT)          | Episodios | Fecha               | Audiencia (millones) | Fecha                 | Audiencia (millones) | Prom. de espectadores (millones) |
| --------- | ------------------------ | --------- | ------------------- | -------------------- | --------------------- | -------------------- | -------------------------------- |
| 1         | Lunes a viernes 10pm/9c. | 26        | 21 de enero de 2020 | 1.66                 | 27 de febrero de 2020 | 1.99                 | 1.55                             |

| Temporada | Horario (CT)                     | Episodios | Primera emisión     | Primera emisión      | Última emisión      | Última emisión       | Prom. de espectadores (millones) |
| Temporada | Horario (CT)                     | Episodios | Fecha               | Audiencia (millones) | Fecha               | Audiencia (millones) | Prom. de espectadores (millones) |
| --------- | -------------------------------- | --------- | ------------------- | -------------------- | ------------------- | -------------------- | -------------------------------- |
| 1         | Lunes a viernes 21:30 - 22:30 h. | 27        | 15 de junio de 2020 | 3.6                  | 21 de julio de 2020 | 4.8                  | 3.7                              |

### Crítica
El sitio La Hora de la Novela le otorgó una calificación inicial de 5/10 argumentando en su crítica: “La nueva Rubí nos ofrece mucho menos del melodrama que esperábamos. Aquí no hay una inteligente manipuladora capaz de envolver a todos (y también defender su postura) con sus diálogos. Lo que tenemos es una vulgar arribista que se acuesta con cualquiera que ella cree pueda sacarla de la pobreza.” 
El crítico Álvaro Cueva escribió en Milenio: “Esta Rubí es tan nociva como la peor de las narconovelas porque no se necesita tener doctorado para verla y detectar que promueve, entre muchas otras situaciones peligrosas, la violencia de género y el odio hacia las personas con discapacidad.” 

## Premios y nominaciones

### TV Adicto Golden Awards 2020
| Categoría          | Nominados        | Resultados |
| ------------------ | ---------------- | ---------- |
| Mejores locaciones | Carlos Bardasano | Ganador    |